# Буксхофер, Маттиас
Маттиас Буксхофер (нем. Matthias Buxhofer, род. 30 октября 1973, Фельдкирх, Форарльберг) — австрийский шоссейный и велокроссовый велогонщик.

## Карьера

### Велоспорт
Буксхофер начал свою велосипедную карьеру в велокроссе, где быстро превратился в одного из лучших гонщиков Австрии. На национальном чемпионате по велокроссу в 1993 как и в следующем 1994 году выигрывал бронзу, в 1995 и 1996 годах стал вице-чемпионом, затем ещё одна бронза в 1997 году. После чего решил сосредоточиться на шоссейном велоспорте.
В дополнение к выступлениям в велокроссе параллельно выступал и на шоссе. В 1992 году, в 19-летнем возрасте, стал чемпионом страны в командной гонке на 100 км. В 1994 году выиграл пролог на Туре Австрии, а в последующее два года ещё несколько раз на нём попадал в топ-3 на этапах. Как любитель, он также добился нескольких призовых мест на некоторых критериумах, например в 1995 году выиграл кольцевую гонку в Альтхайме (Верхняя Австрия) или занял третье место на Мемориале Питера Диттриха спустя два года. В мае 1997 года, заняв третье место в общем зачёте на гонке Вена — Рабенштайн — Грестен — Вена, заключил контракт стажёра с итальянской профессиональной командой Scrigno-Gaerne на конец сезона.
В 1998 году Буксхофер остался любителем и провёл свой самый успешный сезон на шоссе. Он одержал победы в общем зачёте на гонках Jadranska Magistrala (в Хорватии), Völkermarkter Radsporttage и Kettler-Classic Südkärnten. Добился подиумов на Гран-при Пуха, Мемориале Петера Диттриха, OBV Classic и снова на Вена — Рабенштайн — Грестен — Вена. В следующем сезоне добился успеха на Laventhaler Straßenrennen и Lavanttaler Radsporttagen. Благодаря этим результатам в конце 1999 года он заключил ещё один контракт стажёра, на этот раз с командой Post Swiss Team.
Сезон 2000 года Буксхофер начал как профессионал в составе только что созданной швейцарской команды Phonak Hearing Systems и стал одним из самых успешных её гонщиков. Он выиграл Гран-при Форарльберга на своей родине в Австрии, а также Wartenberg-Rundfahrt. Ещё одним успехом стало первое место в классификации промежуточных спринтов на Тура Швейцарии, крупнейшей гонки в которой Phonak принимал участие в 2000 году. В общей сложности Буксхофер одиннадцать раз попадал в топ-10 по итогам гонок, включая седьмое место в общем зачёте Тура Германии. В конце сентября был включён в состав сборной Австрии для участия на Летних Олимпийских играх 2000 года, где выступил в групповой гонке, по итогам которой занял 51-е место. В 2001 году продолжил успешное выступление. На его счету победа на этапе Тура Германии, третье место на Туре Нижней Саксонии и восемь попаданий в топ-10 по итогам гонок в общем зачёте.
Перед началом сезона 2002 года Phonak усилилась за счёт бывшего чемпиона мира швейцарца Оскара Каменцинда, что обеспечило команде приглашения на крупные международные гонки. На этих гонках Буксхофер в основном выполнял обязанности грегари для недавно подписанных капитанов, но это не помешало ему достичь нескольких собственных хороших результатов. В мае Phonak включил австрийца в состав команды на Джиро д’Италия, который стал первым Гранд-туром как для команды так и для Буксхофера. В прологе в нидерландском Гронингене Маттиас занял четвёртое место. На 12-м этапе с финишем в Кьети, отобравшись в отрыв дня вместе со своим товарищем по команде Бертом Грабшом, финишировал пятым. По итогам всего гран-тура занял 55-е место в общем зачёте. В июне Буксхофер завоевал бронзовую медаль в индивидуальной гонке на чемпионате Австрии.
15 августа 2002 года во время Тура Дании Буксхофер сдал допинг-тест который дал положительный результат на нандростерон, после чего в октябре команда Phonak Hearing Systems расторгла с ним контракт. Попытка доказать свою невиновность не увенчалась успехом и он был дисквалифицирован на два года с 2003 по 2004.
После истечения срока дисквалификации Буксхофер вернулся в велоспорт в августе 2004 года в качестве стажёра, а затем в качестве полупрофессионала в команде Volksbank-Leingrüber Ideal, одновременно проходя подготовку в качестве офицера полиции. Ему удалось подняться на подиум на Criterium Rankweil и Criterium Hohenems. После сезона 2006 года он завершил свою профессиональную карьеру велогонщика, но продолжал участвовать в велогонках как любитель.

### Триатлон
После завершения своей профессиональной велокарьеры Маттиас Буксхофер посвятил себя триатлону и дуатлону. В 2007 году он был вторым в своей возрастной группе на чемпионате мира Ironman 70.3, в 2008 году третьим в любительском классе на Ironman в Санкт-Пёльтене и национальным чемпионом Форарльберга по триатлону и дуатлону.
Завоевав бронзовую медалью на чемпионате Европы Ironman во Франкфурте 2009, прошёл квалификацию на Чемпионат мира Ironman (Ironman Hawaii). Дебюбировав на Ironman Hawaii занял 10-е место в возрастной группе M35. В мае 2011 года он выиграл триатлон в Линце.[2]
С июня 2013 года он женат на триатлонистке Сабине Кемптер (1979 г.р.), у них есть сын. В октябре того же года На Ironman Hawaii 2013 стал лучшим австрийцем, заняв второе место в своей возрастной группе.

## Достижения

### Шоссе
1994
Пролог Тур Австрии
Тур Бургенланда
1995
4-й этап Тур Австрии
3-й на Straßenengler Radsporttag
1997
3-й на Вена — Рабенштайн — Грестен — Вена
1998
1-й на Jadranska Magistrala
3-й на Вена — Рабенштайн — Грестен — Вена
1999
2-й на Чемпионат Австрии — гонка в гору
2000
Wartenberg-Rundfahrt
Гран-при Форарльберга
7-й на Тур Германии
2001
5-й этап Тур Германии
3-й на Тур Нижней Саксонии
2002
2-й на Тур Шинберга
3-й на Чемпионат Австрии — индивидуальная гонка

### Велокросс
1993
3-й на Чемпионат Австрии по велокроссу
1994
3-й на Чемпионат Австрии по велокроссу
1995
2-й на Чемпионат Австрии по велокроссу
1996
2-й на Чемпионат Австрии по велокроссу
1997
3-й на Чемпионат Австрии по велокроссу

### Триатлон и дуатлон
2008
 Чемпион Австрии по дуатлону
 Чемпион Австрии по триатлону

## Статистика выступлений
| Гранд-туры      |      |
| Гонка           | 2002 |
| Джиро д'Италия  | 55   |
| Тур де Франс    | —    |
| Вуэльта Испании | —    |